# Oscar a la millor pel·lícula
L'Oscar a la millor pel·lícula és un dels premis Oscar atorgat anualment per l'Acadèmia de les Arts i les Ciències Cinematogràfiques a Los Angeles, Califòrnia, el qual és votat per persones alienes a l'Acadèmia. Aquest premi es considera el més important, perquè és el resum de totes les funcions per portar endavant una pel·lícula. El guardó no s'atorga al realitzador de la pel·lícula, sinó al  productor, malgrat que en molts casos sigui el mateix.
Un punt de controvèrsia és la manca de consideració per a les pel·lícules de llengua no anglesa per a aquesta categoria, tenint el seu propi premi: Oscar a la millor pel·lícula en llengua no anglesa. Fins al 2019, només onze pel·lícules de llengua estrangeres s'han proposat per a aquest premi: La Grande Illusion (francès, 1938); Z (francès, 1969); The Emigrants (suec, 1972); Cries and Whispers (suec, 1973); Il postino (italià/castellà, 1995); La vita è bella (italià, 1998); Tigre i drac (xinès, 2000); Cartes des d'Iwo Jima (japonès, 2006), Amor (francès, 2012), Roma (castellà/mixtec) i Paràstis l'únic d'aquests que ha guanyat l'Oscar.
En les llistes que segueixen, el guanyador del premi es mostra en primer lloc, seguit pels altres candidats. Cada entrada individual mostra el títol del pel·lícula, seguit per la companyia, i el productor. Abans de 1951, el premi es donava a la companyia de producció; des de 1951 en endavant, se l'ha atorgat al productor. Quan la pel·lícula es produïa a un país diferent dels Estats Units, el seu país i el títol original, si és aplicable, es mostren entre parèntesis. A partir de 1951, el premi passa a ser individual pel productor.

## Canvi de noms
Al llarg de la història el premi ha rebut els diferents noms:
- 1927/28–1928/29: Academy Award for Outstanding Picture
- 1929/30–1940: Academy Award for Outstanding Production
- 1941–1943: Academy Award for Outstanding Motion Picture
- 1944–1961: Academy Award for Best Motion Picture
- 1962–present: Academy Award for Best Picture

## Guanyadores i nominades
- En negreta, i en primer lloc, la pel·lícula guanyadora.

### Dècada de 1920
| Any  | Edició | Pel·lícula | Empreses productores            | Productor/s   |
| ---- | ------ | ---------- | ------------------------------- | ------------- |
| 1929 | 1      | Wings      | Paramount, Famous Players-Lasky | Lucien Hubbar |
| 1929 | 1      | The Racket | Caddo, Paramount                | Howard Hughes |
| 1929 | 1      | 7th Heaven | Fox                             | William Fox   |

### Dècada de 1930
| Any  | Edició | Pel·lícula                        | Empreses productores                   | Productor/s                                          |
| ---- | ------ | --------------------------------- | -------------------------------------- | ---------------------------------------------------- |
| 1930 | 2      | The Broadway Melody               | Metro-Goldwyn-Mayer                    | Irving Thalberg i Lawrence Weingarten                |
| 1930 | 2      | Alibi                             | Feature Productions, United Artists    | Roland West                                          |
| 1930 | 2      | The Hollywood Revue of 1929       | Metro-Goldwyn-Mayer                    | Harry Rapf                                           |
| 1930 | 2      | In Old Arizona                    | Fox                                    | Winfield Sheehan                                     |
| 1930 | 2      | The Patriot                       | Paramount                              | Ernst Lubitsch                                       |
| 1931 | 3      | All Quiet on the Western Front    | Universal                              | Carl Laemmle, Jr.                                    |
| 1931 | 3      | The Big House                     | Metro-Goldwyn-Mayer                    | Irving Thalberg                                      |
| 1931 | 3      | Disraeli                          | Warner Bros.                           | Jack Warner i Darryl F. Zanuck                       |
| 1931 | 3      | The Divorcee                      | Metro-Goldwyn-Mayer                    | Robert Z. Leonard                                    |
| 1931 | 3      | The Love Parade                   | Paramount                              | Ernst Lubitsch                                       |
| 1932 | 4      | Cimarron                          | RKO Radio                              | William LeBaron                                      |
| 1932 | 4      | East Lynne                        | Fox                                    | Winfield Sheehan                                     |
| 1932 | 4      | Primera plana                     | Caddo, United Artists                  | Howard Hughes                                        |
| 1932 | 4      | Skippy                            | Paramount                              | Adolph Zukor                                         |
| 1932 | 4      | Trader Horn                       | Metro-Goldwyn-Mayer                    | Irving G. Thalberg                                   |
| 1933 | 5      | Grand Hotel                       | Metro-Goldwyn-Mayer                    | Irving Thalberg                                      |
| 1933 | 5      | Arrowsmith                        | Goldwyn, United Artists                | Samuel Goldwyn                                       |
| 1933 | 5      | Bad Girl                          | Fox                                    | Winfield Sheehan                                     |
| 1933 | 5      | El campió                         | Metro-Goldwyn-Mayer                    | King Vidor                                           |
| 1933 | 5      | Five Star Final                   | First National                         | Hal B. Wallis                                        |
| 1933 | 5      | One Hour with You                 | Paramount                              | Ernst Lubitsch                                       |
| 1933 | 5      | Shanghai Express                  | Paramount                              | Adolph Zukor                                         |
| 1933 | 5      | The Smiling Lieutenant            | Paramount                              | Ernst Lubitsch                                       |
| 1934 | 6      | Cavalcade                         | Fox                                    | Winfield Sheehan                                     |
| 1934 | 6      | Adéu a les armes                  | Paramount                              | Adolph Zukor                                         |
| 1934 | 6      | El carrer 42                      | Warner Bros.                           | Darryl F. Zanuck                                     |
| 1934 | 6      | I Am a Fugitive from a Chain Gang | Warner Bros.                           | Hal B. Wallis                                        |
| 1934 | 6      | Lady for a Day                    | Columbia                               | Frank Capra                                          |
| 1934 | 6      | Little Women                      | RKO Radio                              | Merian C. Cooper i Kenneth MacGowan                  |
| 1934 | 6      | The Private Life of Henry VIII    | London Films, United Artists           | Alexander Korda                                      |
| 1934 | 6      | She Done Him Wrong                | Paramount                              | William LeBaron                                      |
| 1934 | 6      | Smilin' Through                   | Metro-Goldwyn-Mayer                    | Irving Thalberg                                      |
| 1934 | 6      | State Fair                        | Fox                                    | Winfield Sheehan                                     |
| 1935 | 7      | Va succeir una nit                | Columbia                               | Harry Cohn i Frank Capra                             |
| 1935 | 7      | The Barretts of Wimpole Street    | Metro-Goldwyn-Mayer                    | Irving Thalberg                                      |
| 1935 | 7      | Cleopatra                         | Paramount                              | Cecil B. DeMille                                     |
| 1935 | 7      | Flirtation Walk                   | First National                         | Jack L. Warner, Hal B. Wallis i Robert Lord          |
| 1935 | 7      | L'alegre divorciada               | RKO Radio                              | Pandro S. Berman                                     |
| 1935 | 7      | Here Comes the Navy               | Warner Bros.                           | Lou Edelman                                          |
| 1935 | 7      | The House of Rothschild           | 20th Century, United Artists           | Darryl F. Zanuck, William Goetz i Raymond Griffith   |
| 1935 | 7      | Imitation of Life                 | Universal                              | John M. Stahl                                        |
| 1935 | 7      | One Night of Love                 | Columbia                               | Harry Cohn i Everett Riskin                          |
| 1935 | 7      | The Thin Man                      | Metro-Goldwyn-Mayer                    | Hunt Stromberg                                       |
| 1935 | 7      | Viva Villa!                       | Metro-Goldwyn-Mayer                    | David O. Selznick                                    |
| 1935 | 7      | The White Parade                  | Fox                                    | Jesse L. Lasky                                       |
| 1936 | 8      | Rebel·lió a bord                  | Metro-Goldwyn-Mayer                    | Irving Thalberg i Albert Lewin                       |
| 1936 | 8      | Somnis de joventut                | RKO Radio                              | Pandro S. Berman                                     |
| 1936 | 8      | Broadway Melody of 1936           | Metro-Goldwyn-Mayer                    | John W. Considine Jr.                                |
| 1936 | 8      | Captain Blood                     | Warner Bros., Cosmopolitan             | Hal B. Wallis, Harry Joe Brown i Gordon Hollingshead |
| 1936 | 8      | David Copperfield                 | Metro-Goldwyn-Mayer                    | David O. Selznick                                    |
| 1936 | 8      | El delator                        | RKO Radio                              | Cliff Reid                                           |
| 1936 | 8      | The Lives of a Bengal Lancer      | Paramount                              | Louis D. Lighton                                     |
| 1936 | 8      | A Midsummer Night's Dream         | Warner Bros.                           | Henry Blanke                                         |
| 1936 | 8      | Les Misérables                    | 20th Century, United Artists           | Darryl F. Zanuck                                     |
| 1936 | 8      | Naughty Marietta                  | Metro-Goldwyn-Mayer                    | Hunt Stromberg                                       |
| 1936 | 8      | Noblesa obliga                    | Paramount                              | Arthur Hornblow Jr.                                  |
| 1936 | 8      | Barret de copa                    | RKO Radio                              | Pandro S. Berman                                     |
| 1937 | 9      | The Great Ziegfeld                | Metro-Goldwyn-Mayer                    | Hunt Stromberg                                       |
| 1937 | 9      | Anthony Adverse                   | Warner Bros.                           | Henry Blanke                                         |
| 1937 | 9      | Dodsworth                         | Goldwyn, United Artists                | Samuel Goldwyn i Merritt Hulbert                     |
| 1937 | 9      | Libeled Lady                      | Metro-Goldwyn-Mayer                    | Lawrence Weingarten                                  |
| 1937 | 9      | Mr. Deeds Goes to Town            | Columbia                               | Frank Capra                                          |
| 1937 | 9      | Romeo and Juliet                  | Metro-Goldwyn-Mayer                    | Irving Thalberg                                      |
| 1937 | 9      | San Francisco                     | Metro-Goldwyn-Mayer                    | John Emerson i Bernard H. Hyman                      |
| 1937 | 9      | The Story of Louis Pasteur        | Warner Bros.                           | Henry Blanke                                         |
| 1937 | 9      | A Tale of Two Cities              | Metro-Goldwyn-Mayer                    | David O. Selznick                                    |
| 1937 | 9      | Three Smart Girls                 | Universal                              | Joe Pasternak i Charles R. Rogers                    |
| 1938 | 10     | The Life of Emile Zola            | Warner Bros.                           | Henry Blanke                                         |
| 1938 | 10     | La terrible veritat               | Columbia                               | Leo McCarey i Everett Riskin                         |
| 1938 | 10     | Captains Courageous               | Metro-Goldwyn-Mayer                    | Louis Lighton                                        |
| 1938 | 10     | Punt mort                         | Goldwyn, United Artists                | Samuel Goldwyn i Merritt Hulbert                     |
| 1938 | 10     | The Good Earth                    | Metro-Goldwyn-Mayer                    | Irving Thalberg i Albert Lewin                       |
| 1938 | 10     | In Old Chicago                    | 20th Century                           | Darryl F. Zanuck i Kenneth MacGowan                  |
| 1938 | 10     | Horitzons perduts                 | Columbia                               | Frank Capra                                          |
| 1938 | 10     | One Hundred Men and a Girl        | Universal                              | Charles R. Rogers i Joe Pasternak                    |
| 1938 | 10     | Dames de teatre                   | RKO Radio                              | Pandro S. Berman                                     |
| 1938 | 10     | A Star Is Born                    | Selznick International, United Artists | David O. Selznick                                    |
| 1939 | 11     | No us l'endureu pas               | Columbia                               | Frank Capra                                          |
| 1939 | 11     | Les aventures de Robin Hood       | Warner Bros.                           | Hal B. Wallis i Henry Blanke                         |
| 1939 | 11     | Alexander's Ragtime Band          | 20th Century                           | Darryl F. Zanuck i Harry Joe Brown                   |
| 1939 | 11     | Boys Town                         | Metro-Goldwyn-Mayer                    | John W. Considine Jr.                                |
| 1939 | 11     | The Citadel                       | Metro-Goldwyn-Mayer                    | Victor Saville                                       |
| 1939 | 11     | Four Daughters                    | Warner Bros., First National           | Hal B. Wallis i Henry Blanke                         |
| 1939 | 11     | Grand Illusion                    | R. A. O., World Pictures               | Frank Rollmer i Albert Pinkovitch                    |
| 1939 | 11     | Jezebel                           | Warner Bros.                           | Hal B. Wallis i Henry Blanke                         |
| 1939 | 11     | Pygmalion                         | Metro-Goldwyn-Mayer                    | Gabriel Pascal                                       |
| 1939 | 11     | Test Pilot                        | Metro-Goldwyn-Mayer                    | Louis Lighton                                        |

### Dècada de 1940
| Any  | Edició | Pel·lícula                         | Empreses productores                                        | Productor/s                                 |
| ---- | ------ | ---------------------------------- | ----------------------------------------------------------- | ------------------------------------------- |
| 1940 | 12     | Allò que el vent s'endugué         | Selznick, Metro-Goldwyn-Mayer                               | David O. Selznick                           |
| 1940 | 12     | Dark Victory                       | Warner Bros.                                                | David Lewis                                 |
| 1940 | 12     | Goodbye, Mr. Chips                 | Metro-Goldwyn-Mayer                                         | Victor Saville                              |
| 1940 | 12     | Cita d'amor                        | RKO Radio                                                   | Leo McCarey                                 |
| 1940 | 12     | Mr. Smith Goes to Washington       | Columbia                                                    | Frank Capra                                 |
| 1940 | 12     | Ninotchka                          | Metro-Goldwyn-Mayer                                         | Sidney Franklin                             |
| 1940 | 12     | Of Mice and Men                    | Roach, United Artists                                       | Lewis Milestone                             |
| 1940 | 12     | Stagecoach                         | United Artists                                              | Walter Wanger                               |
| 1940 | 12     | El màgic d'Oz                      | Metro-Goldwyn-Mayer                                         | Mervyn LeRoy                                |
| 1940 | 12     | Cims borrascosos                   | Goldwyn, United Artists                                     | Samuel Goldwyn                              |
| 1941 | 13     | Rebecca                            | Selznick, United Artists                                    | David O. Selznick                           |
| 1941 | 13     | All This, and Heaven Too           | Warner Bros.                                                | Jack L. Warner, Hal B. Wallis i David Lewis |
| 1941 | 13     | Enviat especial                    | Wanger, United Artists                                      | Walter Wanger                               |
| 1941 | 13     | El raïm de la ira                  | 20th Century                                                | Darryl F. Zanuck i Nunnally Johnson         |
| 1941 | 13     | The Great Dictator                 | Chaplin, United Artists                                     | Charlie Chaplin                             |
| 1941 | 13     | Miratge d'amor                     | RKO Radio                                                   | David Hempstead                             |
| 1941 | 13     | La carta                           | Warner Bros.                                                | Hal B. Wallis                               |
| 1941 | 13     | El retorn a casa                   | Argosy, Wanger, United Artists                              | John Ford                                   |
| 1941 | 13     | El nostre poble                    | Lesser, United Artists                                      | Sol Lesser                                  |
| 1941 | 13     | The Philadelphia Story             | Metro-Goldwyn-Mayer                                         | Joseph L. Mankiewicz                        |
| 1942 | 14     | Que verda era la meva vall         | 20th Century                                                | Darryl F. Zanuck                            |
| 1942 | 14     | Blossoms in the Dust               | Metro-Goldwyn-Mayer                                         | Irving Asher                                |
| 1942 | 14     | Ciutadà Kane                       | RKO Radio                                                   | Orson Welles                                |
| 1942 | 14     | Here Comes Mr. Jordan              | Columbia                                                    | Everett Riskin                              |
| 1942 | 14     | Hold Back the Dawn                 | Paramount                                                   | Arthur Hornblow Jr.                         |
| 1942 | 14     | La lloba                           | RKO Radio                                                   | Samuel Goldwyn                              |
| 1942 | 14     | El falcó maltès                    | Warner Bros.                                                | Hal B. Wallis                               |
| 1942 | 14     | One Foot in Heaven                 | Warner Bros.                                                | Hal B. Wallis                               |
| 1942 | 14     | El sergent York                    | Warner Bros.                                                | Hal B. Wallis i Jesse L. Lasky              |
| 1942 | 14     | Sospita                            | RKO Radio                                                   | Alfred Hitchcock                            |
| 1943 | 15     | Mrs. Miniver                       | Metro-Goldwyn-Mayer                                         | Sidney Franklin                             |
| 1943 | 15     | 49th Parallel                      | GFD, Columbia                                               | Michael Powell                              |
| 1943 | 15     | Kings Row                          | Warner Bros.                                                | Hal B. Wallis                               |
| 1943 | 15     | Els magnífics Amberson             | Mercury, RKO Radio                                          | Orson Welles                                |
| 1943 | 15     | The Pied Piper                     | 20th Century                                                | Nunnally Johnson                            |
| 1943 | 15     | L'orgull dels ianquis              | Goldwyn, RKO Radio                                          | Samuel Goldwyn                              |
| 1943 | 15     | Random Harvest                     | Metro-Goldwyn-Mayer                                         | Sidney Franklin                             |
| 1943 | 15     | The Talk of the Town               | Columbia                                                    | George Stevens                              |
| 1943 | 15     | Wake Island                        | Paramount                                                   | Joseph Sistrom                              |
| 1943 | 15     | Yankee Doodle Dandy                | Warner Bros.                                                | Jack Warnee, Hal B. Wallis i William Cagney |
| 1944 | 16     | Casablanca                         | Warner Bros.                                                | Hal B. Wallis                               |
| 1944 | 16     | For Whom the Bell Tolls            | Paramount                                                   | Sam Wood                                    |
| 1944 | 16     | Heaven Can Wait                    | 20th Century                                                | Ernst Lubitsch                              |
| 1944 | 16     | The Human Comedy                   | Metro-Goldwyn-Mayer                                         | Clarence Brown                              |
| 1944 | 16     | Sang, suor i llàgrimes             | United Artists                                              | Noël Coward                                 |
| 1944 | 16     | Madame Curie                       | Metro-Goldwyn-Mayer                                         | Sidney Franklin                             |
| 1944 | 16     | The More the Merrier               | Columbia                                                    | George Stevens                              |
| 1944 | 16     | The Ox-Bow Incident                | 20th Century                                                | Lamar Trotti                                |
| 1944 | 16     | The Song of Bernadette             | 20th Century                                                | William Perlberg                            |
| 1944 | 16     | Watch on the Rhine                 | Warner Bros.                                                | Hal B. Wallis                               |
| 1945 | 17     | Going My Way                       | Paramount                                                   | Leo McCarey                                 |
| 1945 | 17     | Double Indemnity                   | Paramount                                                   | Joseph Sistrom                              |
| 1945 | 17     | Gaslight                           | Metro-Goldwyn-Mayer                                         | Arthur Hornblow Jr.                         |
| 1945 | 17     | Since You Went Away                | Selznick, United Artists                                    | David O. Selznick                           |
| 1945 | 17     | Wilson                             | 20th Century                                                | Darryl F. Zanuck                            |
| 1946 | 18     | Dies perduts                       | Paramount                                                   | Charles Brackett                            |
| 1946 | 18     | Lleveu àncores!                    | Metro-Goldwyn-Mayer                                         | Joe Pasternak                               |
| 1946 | 18     | The Bells of St. Mary's            | RKO Radio                                                   | Leo McCarey                                 |
| 1946 | 18     | Mildred Pierce                     | Warner Bros.                                                | Jerry Wald                                  |
| 1946 | 18     | Spellbound                         | United Artists                                              | David O. Selznick                           |
| 1947 | 19     | Els millors anys de la nostra vida | RKO Radio                                                   | Samuel Goldwyn                              |
| 1947 | 19     | Enric V                            | United Artists                                              | Laurence Olivier                            |
| 1947 | 19     | Que bonic que és viure             | RKO Radio                                                   | Frank Capra                                 |
| 1947 | 19     | The Razor's Edge                   | 20th Century                                                | Darryl F. Zanuck                            |
| 1947 | 19     | El despertar                       | Metro-Goldwyn-Mayer                                         | Sidney Franklin                             |
| 1948 | 20     | Gentleman's Agreement              | 20th Century                                                | Darryl F. Zanuck                            |
| 1948 | 20     | The Bishop's Wife                  | RKO Radio                                                   | Samuel Goldwyn                              |
| 1948 | 20     | Foc creuat                         | RKO Radio                                                   | Adrian Scott                                |
| 1948 | 20     | Grans esperances                   | Rank-Cineguild, U-I                                         | Ronald Neame                                |
| 1948 | 20     | Miracle on 34th Street             | 20th Century                                                | William Perlberg                            |
| 1949 | 21     | Hamlet                             | J. Arthur Rank-Two Cities Films, Universal International    | Laurence Olivier                            |
| 1949 | 21     | Johnny Belinda                     | Warner Bros.                                                | Jerry Wald                                  |
| 1949 | 21     | Les sabatilles vermelles           | Rank Organisation, Powell and Pressburger, Eagle-Lion Films | Michael Powell i Emeric Pressburger         |
| 1949 | 21     | The Snake Pit                      | 20th Century                                                | Anatole Litvak i Robert Bassler             |
| 1949 | 21     | El tresor de Sierra Madre          | Warner Bros.                                                | Henry Blanke                                |

### Dècada de 1950
| Any  | Edició | Pel·lícula                       | Empreses productores   | Productor/s                     |
| ---- | ------ | -------------------------------- | ---------------------- | ------------------------------- |
| 1950 | 22     | All the King's Men               | Rossen, Columbia       | Robert Rossen                   |
| 1950 | 22     | Battleground                     | Metro-Goldwyn-Mayer    | Dore Schary                     |
| 1950 | 22     | The Heiress                      | Paramount              | William Wyler                   |
| 1950 | 22     | A Letter to Three Wives          | 20th Century           | Sol C. Siegel                   |
| 1950 | 22     | Twelve O'Clock High              | 20th Century           | Darryl F. Zanuck                |
| 1951 | 23     | Tot sobre Eva                    | 20th Century           | Darryl F. Zanuck                |
| 1951 | 23     | Nascuda ahir                     | Columbia               | S. Sylvan Simon                 |
| 1951 | 23     | El pare de la núvia              | Metro-Goldwyn-Mayer    | Sam Zimbalist                   |
| 1951 | 23     | Les mines del rei Salomó         | Metro-Goldwyn-Mayer    | Sam Zimbalist                   |
| 1951 | 23     | Sunset Boulevard                 | Paramount              | Charles Brackett                |
| 1952 | 24     | Un americà a París               | Metro-Goldwyn-Mayer    | Arthur Freed                    |
| 1952 | 24     | Decision Before Dawn             | 20th Century           | Anatole Litvak i Frank McCarthy |
| 1952 | 24     | A Place in the Sun               | Paramount              | George Stevens                  |
| 1952 | 24     | Quo Vadis                        | Metro-Goldwyn-Mayer    | Sam Zimbalist                   |
| 1952 | 24     | A Streetcar Named Desire         | Warner Bros.           | Charles K. Feldman              |
| 1953 | 25     | L'espectacle més gran del món    | Paramount              | Cecil B. DeMille                |
| 1953 | 25     | Sol davant el perill             | United Artists         | Stanley Kramer                  |
| 1953 | 25     | Ivanhoe                          | Metro-Goldwyn-Mayer    | Pandro S. Berman                |
| 1953 | 25     | Moulin Rouge                     | United Artists         | John Huston                     |
| 1953 | 25     | The Quiet Man                    | Republic               | John Ford i Merian C. Cooper    |
| 1954 | 26     | D'aquí a l'eternitat             | Columbia               | Buddy Adler                     |
| 1954 | 26     | Julius Caesar                    | Metro-Goldwyn-Mayer    | John Houseman                   |
| 1954 | 26     | La túnica sagrada                | 20th Century           | Frank Ross                      |
| 1954 | 26     | Vacances a Roma                  | Paramount              | William Wyler                   |
| 1954 | 26     | Arrels profundes                 | Paramount              | George Stevens                  |
| 1955 | 27     | La llei del silenci              | Columbia               | Sam Spiegel                     |
| 1955 | 27     | El motí del Caine                | Columbia               | Stanley Kramer                  |
| 1955 | 27     | The Country Girl                 | Paramount              | William Perlberg                |
| 1955 | 27     | Set núvies per a set germans     | Metro-Goldwyn-Mayer    | Jack Cummings                   |
| 1955 | 27     | Three Coins in the Fountain      | 20th Century           | Sol C. Siegel                   |
| 1956 | 28     | Marty                            | United Artists         | Harold Hecht                    |
| 1956 | 28     | Love Is a Many-Splendored Thing  | 20th Century           | Buddy Adler                     |
| 1956 | 28     | Escala a Hawaii                  | Warner Bros.           | Leland Hayward                  |
| 1956 | 28     | Picnic                           | Columbia               | Fred Kohlmar                    |
| 1956 | 28     | The Rose Tattoo                  | Paramount              | Hal B. Wallis                   |
| 1957 | 29     | La volta al món en 80 dies       | United Artists         | Michael Todd                    |
| 1957 | 29     | La gran prova                    | Allied Artists         | William Wyler                   |
| 1957 | 29     | Gegant                           | Warner Bros.           | George Stevens i Henry Ginsberg |
| 1957 | 29     | The King and I                   | 20th Century           | Charles Brackett                |
| 1957 | 29     | Els Deu Manaments                | Paramount              | Cecil B. DeMille                |
| 1958 | 30     | El pont del riu Kwai             | Columbia               | Sam Spiegel                     |
| 1958 | 30     | Peyton Place                     | 20th Century           | Jerry Wald                      |
| 1958 | 30     | Sayonara                         | Warner Bros.           | William Goetz                   |
| 1958 | 30     | Dotze homes sense pietat         | United Artists         | Henry Fonda i Reginald Rose     |
| 1958 | 30     | Testimoni de càrrec              | United Artists         | Arthur Hornblow Jr.             |
| 1959 | 31     | Gigí                             | Metro-Goldwyn-Mayer    | Arthur Freed                    |
| 1959 | 31     | La tia Mame                      | Warner Bros.           | Jack L. Warner                  |
| 1959 | 31     | La gata sobre la teulada de zinc | Metro-Goldwyn-Mayer    | Lawrence Weingarten             |
| 1959 | 31     | Fugitius                         | Kramer, United Artists | Stanley Kramer                  |
| 1959 | 31     | Taules separades                 | United Artists         | Harold Hecht                    |

### Dècada de 1960
| Any  | Edició | Pel·lícula                    | Empreses productores            | Productor/s                             |
| ---- | ------ | ----------------------------- | ------------------------------- | --------------------------------------- |
| 1960 | 32     | Ben Hur                       | Metro-Goldwyn-Mayer             | Sam Zimbalist                           |
| 1960 | 32     | Anatomia d'un assassinat      | Columbia                        | Otto Preminger                          |
| 1960 | 32     | The Diary of Anne Frank       | 20th Century                    | George Stevens                          |
| 1960 | 32     | Història d'una monja          | Warner Bros.                    | Henry Blanke                            |
| 1960 | 32     | Un lloc a dalt de tot         | Continental, British Lion Films | John Woolf i James Woolf                |
| 1961 | 33     | L'apartament                  | United Artists                  | Billy Wilder                            |
| 1961 | 33     | El Álamo                      | United Artists                  | John Wayne                              |
| 1961 | 33     | Elmer Gantry                  | United Artists                  | Bernard Smith                           |
| 1961 | 33     | Sons and Lovers               | 20th Century                    | Jerry Wald                              |
| 1961 | 33     | Tres vides errants            | Warner Bros.                    | Fred Zinnemann                          |
| 1962 | 34     | West Side Story               | United Artists                  | Robert Wise                             |
| 1962 | 34     | Fanny                         | Warner Bros.                    | Joshua Logan                            |
| 1962 | 34     | Els canons de Navarone        | Columbia                        | Carl Foreman                            |
| 1962 | 34     | El vividor                    | 20th Century                    | Robert Rossen                           |
| 1962 | 34     | Els judicis de Nuremberg      | United Artists                  | Stanley Kramer                          |
| 1963 | 35     | Lawrence d'Aràbia             | Columbia                        | Sam Spiegel                             |
| 1963 | 35     | The Longest Day               | 20th Century                    | Darryl F. Zanuck                        |
| 1963 | 35     | The Music Man                 | Warner Bros.                    | Morton DaCosta                          |
| 1963 | 35     | Motí a la Bounty              | Metro-Goldwyn-Mayer             | Aaron Rosenberg                         |
| 1963 | 35     | To Kill a Mockingbird         | U-I                             | Alan J. Pakula                          |
| 1964 | 36     | Tom Jones                     | United Artists                  | Tony Richardson                         |
| 1964 | 36     | America, America              | Warner Bros.                    | Elia Kazan                              |
| 1964 | 36     | Cleopatra                     | 20th Century                    | Walter Wanger                           |
| 1964 | 36     | La conquesta de l'Oest        | Metro-Goldwyn-Mayer, Cinerama   | Bernard Smith                           |
| 1964 | 36     | Els lliris dels prats         | United Artists                  | Ralph Nelson                            |
| 1965 | 37     | My Fair Lady                  | Warner Bros.                    | Jack L. Warner                          |
| 1965 | 37     | Becket                        | Paramount                       | Hal B. Wallis                           |
| 1965 | 37     | Dr. Strangelove               | Columbia                        | Stanley Kubrick                         |
| 1965 | 37     | Mary Poppins                  | Walt Disney Productions         | Walt Disney i Bill Walsh                |
| 1965 | 37     | Zorba the Greek               | 20th Century                    | Michael Cacoyannis                      |
| 1966 | 38     | Somriures i llàgrimes         | 20th Century                    | Robert Wise                             |
| 1966 | 38     | Darling                       | Embassy                         | Joseph Janni                            |
| 1966 | 38     | Doctor Givago                 | Metro-Goldwyn-Mayer             | Carlo Ponti                             |
| 1966 | 38     | El vaixell dels bojos         | Columbia                        | Stanley Kramer                          |
| 1966 | 38     | A Thousand Clowns             | United Artists                  | Fred Coe                                |
| 1967 | 39     | Un home per a l'eternitat     | Columbia                        | Fred Zinnemann                          |
| 1967 | 39     | Alfie                         | Paramount                       | Lewis Gilbert                           |
| 1967 | 39     | Que vénen els russos!         | United Artists                  | Norman Jewison                          |
| 1967 | 39     | El Iang-tsé en flames         | 20th Century                    | Robert Wise                             |
| 1967 | 39     | Qui té por de Virginia Woolf? | Warner Bros.                    | Ernest Lehman                           |
| 1968 | 40     | En la calor de la nit         | United Artists                  | Walter Mirisch                          |
| 1968 | 40     | Bonnie and Clyde              | Warner Bros., Seven Arts        | Warren Beatty                           |
| 1968 | 40     | Doctor Dolittle               | 20th Century                    | Arthur P. Jacobs                        |
| 1968 | 40     | El graduat                    | Embassy                         | Lawrence Turman                         |
| 1968 | 40     | Endevina qui ve a sopar       | Columbia                        | Stanley Kramer                          |
| 1969 | 41     | Oliver!                       | Columbia                        | John Woolf                              |
| 1969 | 41     | Funny Girl                    | Columbia                        | Ray Stark                               |
| 1969 | 41     | The Lion in Winter            | Avco Embassy                    | Martin Poll                             |
| 1969 | 41     | Rachel, Rachel                | Warner Bros.                    | Paul Newman                             |
| 1969 | 41     | Romeo and Juliet              | Paramount                       | Anthony Havelock-Allan i John Brabourne |

### Dècada de 1970
| Any  | Edició | Pel·lícula                           | Empreses productores                | Productor/s                                                    |
| ---- | ------ | ------------------------------------ | ----------------------------------- | -------------------------------------------------------------- |
| 1970 | 42     | Cowboy de mitjanit                   | United Artists                      | Jerome Hellman                                                 |
| 1970 | 42     | Anna dels mil dies                   | Universal                           | Hal B. Wallis                                                  |
| 1970 | 42     | Butch Cassidy and the Sundance Kid   | 20th Century                        | John Foreman                                                   |
| 1970 | 42     | Hello, Dolly!                        | 20th Century                        | Ernest Lehman                                                  |
| 1970 | 42     | Z                                    | Cinema V                            | Jacques Perrin i Ahmed Rachedi                                 |
| 1971 | 43     | Patton                               | 20th Century                        | Frank McCarthy                                                 |
| 1971 | 43     | Airport                              | Universal                           | Ross Hunter                                                    |
| 1971 | 43     | Five Easy Pieces                     | Columbia                            | Bob Rafelson i Richard Wechsler                                |
| 1971 | 43     | Love Story                           | Paramount                           | Howard G. Minsky                                               |
| 1971 | 43     | M*A*S*H                              | 20th Century                        | Ingo Preminger                                                 |
| 1972 | 44     | French Connection                    | 20th Century                        | Philip D'Antoni                                                |
| 1972 | 44     | A Clockwork Orange                   | Warner Bros.                        | Stanley Kubrick                                                |
| 1972 | 44     | El violinista a la teulada           | United Artists                      | Norman Jewison                                                 |
| 1972 | 44     | L'última projecció                   | Columbia                            | Stephen J. Friedman                                            |
| 1972 | 44     | Nicholas and Alexandra               | Columbia                            | Sam Spiegel                                                    |
| 1973 | 45     | El Padrí                             | Paramount                           | Albert S. Ruddy                                                |
| 1973 | 45     | Cabaret                              | Allied Artists                      | Cy Feuer                                                       |
| 1973 | 45     | Deliverance                          | Warner Bros.                        | John Boorman                                                   |
| 1973 | 45     | The Emigrants                        | Warner Bros.                        | Bengt Forslund                                                 |
| 1973 | 45     | Sounder                              | 20th Century                        | Robert B. Radnitz                                              |
| 1974 | 46     | El cop                               | Universal                           | Tony Bill, Michael Phillips i Julia Phillips                   |
| 1974 | 46     | American Graffiti                    | Lucasfilm, Universal                | Francis Ford Coppola i Gary Kurtz                              |
| 1974 | 46     | Crits i murmuris                     | New World Pictures                  | Ingmar Bergman                                                 |
| 1974 | 46     | L'exorcista                          | Warner Bros.                        | William Peter Blatty                                           |
| 1974 | 46     | A Touch of Class                     | Avco Embassy                        | Melvin Frank                                                   |
| 1975 | 47     | El Padrí II                          | Paramount                           | Francis Ford Coppola, Gray Frederickson i Fred Roos            |
| 1975 | 47     | Chinatown                            | Paramount                           | Robert Evans                                                   |
| 1975 | 47     | La conversa                          | Paramount                           | Francis Ford Coppola                                           |
| 1975 | 47     | Lenny                                | United Artists                      | Marvin Worth                                                   |
| 1975 | 47     | El colós en flames                   | 20th Century, Warner Bros.          | Irwin Allen                                                    |
| 1976 | 48     | Algú va volar sobre el niu del cucut | United Artists                      | Saul Zaentz i Michael Douglas                                  |
| 1976 | 48     | Barry Lyndon                         | Warner Bros.                        | Stanley Kubrick                                                |
| 1976 | 48     | Tarda negra                          | Warner Bros.                        | Martin Bregman i Martin Elfand                                 |
| 1976 | 48     | Jaws                                 | Universal                           | Richard D. Zanuck                                              |
| 1976 | 48     | Nashville                            | Paramount                           | Robert Altman                                                  |
| 1977 | 49     | Rocky                                | United Artists                      | Irwin Winkler i Robert Chartoff                                |
| 1977 | 49     | Tots els homes del president         | Warner Bros.                        | Walter Coblenz                                                 |
| 1977 | 49     | Camí a la glòria                     | United Artists                      | Robert F. Blumofe i Harold Leventhal                           |
| 1977 | 49     | Network                              | Metro-Goldwyn-Mayer, United Artists | Howard Gottfried                                               |
| 1977 | 49     | Taxi Driver                          | Columbia                            | Michael Phillips i Julia Phillips                              |
| 1978 | 50     | Annie Hall                           | United Artists                      | Charles H. Joffe                                               |
| 1978 | 50     | La noia de l'adéu                    | Metro-Goldwyn-Mayer, Warner Bros.   | Ray Stark                                                      |
| 1978 | 50     | Julia                                | 20th Century                        | Richard Roth                                                   |
| 1978 | 50     | Star Wars                            | Lucasfilm, 20th Century             | Gary Kurtz                                                     |
| 1978 | 50     | The Turning Point                    | 20th Century                        | Herbert Ross i Arthur Laurents                                 |
| 1979 | 51     | El caçador                           | Universal                           | Barry Spikings, Michael Deeley, Michael Cimino i John Peverall |
| 1979 | 51     | Coming Home                          | United Artists                      | Jerome Hellman                                                 |
| 1979 | 51     | Heaven Can Wait                      | Paramount                           | Warren Beatty                                                  |
| 1979 | 51     | L'Exprés de Mitjanit                 | Columbia                            | Alan Marshall i David Puttnam                                  |
| 1979 | 51     | Una dona separada                    | 20th Century                        | Paul Mazursky i Tony Ray                                       |

### Dècada de 1980
| Any  | Edició | Pel·lícula                     | Empreses productores              | Productor/s                                                        |
| ---- | ------ | ------------------------------ | --------------------------------- | ------------------------------------------------------------------ |
| 1980 | 52     | Kramer contra Kramer           | Columbia                          | Stanley R. Jaffe                                                   |
| 1980 | 52     | Comença l'espectacle           | 20th Century                      | Robert Alan Aurthur                                                |
| 1980 | 52     | Apocalypse Now                 | United Artists                    | Francis Ford Coppola, Fred Roos, Gray Frederickson i Tom Sternberg |
| 1980 | 52     | Primera volada                 | 20th Century                      | Peter Yates                                                        |
| 1980 | 52     | Norma Rae                      | 20th Century                      | Tamara Asseyev i Alex Rose                                         |
| 1981 | 53     | Gent corrent                   | Paramount                         | Ronald L. Schwary                                                  |
| 1981 | 53     | Coal Miner's Daughter          | Universal                         | Bernard Schwartz                                                   |
| 1981 | 53     | L'home elefant                 | Paramount                         | Jonathan Sanger                                                    |
| 1981 | 53     | Toro salvatge                  | United Artists                    | Irwin Winkler i Robert Chartoff                                    |
| 1981 | 53     | Tess                           | Columbia                          | Claude Berri i Timothy Burrill                                     |
| 1982 | 54     | Carros de foc                  | The Ladd Company, Warner Bros.    | David Puttnam                                                      |
| 1982 | 54     | Atlantic City                  | Paramount                         | Denis Héroux                                                       |
| 1982 | 54     | On Golden Pond                 | ITC, Universal                    | Bruce Gilbert                                                      |
| 1982 | 54     | A la recerca de l'arca perduda | Lucasfilm, Paramount              | Frank Marshall                                                     |
| 1982 | 54     | Rojos                          | Paramount                         | Warren Beatty                                                      |
| 1983 | 55     | Gandhi                         | Columbia                          | Richard Attenborough                                               |
| 1983 | 55     | ET, l'extraterrestre           | Universal                         | Steven Spielberg i Kathleen Kennedy                                |
| 1983 | 55     | Missing                        | Universal                         | Edward Lewis i Mildred Lewis                                       |
| 1983 | 55     | Tootsie                        | Columbia                          | Sydney Pollack i Dick Richards                                     |
| 1983 | 55     | Veredicte final                | 20th Century                      | Richard D. Zanuck i David Brown                                    |
| 1984 | 56     | La força de la tendresa        | Paramount                         | James L. Brooks                                                    |
| 1984 | 56     | The Big Chill                  | Columbia                          | Michael Shamberg                                                   |
| 1984 | 56     | The Dresser                    | Columbia                          | Peter Yates                                                        |
| 1984 | 56     | Escollits per a la glòria      | Warner Bros., The Ladd Company    | Irwin Winkler i Robert Chartoff                                    |
| 1984 | 56     | Tender Mercies                 | EMI Films, Universal              | Philip S. Hobel                                                    |
| 1985 | 57     | Amadeus                        | Orion                             | Saul Zaentz                                                        |
| 1985 | 57     | Els crits del silenci          | Warner Bros.                      | David Puttnam                                                      |
| 1985 | 57     | Passatge a l'Índia             | Columbia                          | John Brabourne i Richard Goodwin                                   |
| 1985 | 57     | En un racó del cor             | Tri-Star                          | Arlene Donovan                                                     |
| 1985 | 57     | Història d'un soldat           | Columbia                          | Norman Jewison, Ronald L. Schwary i Patrick Palmer                 |
| 1986 | 58     | Out of Africa                  | Universal                         | Sydney Pollack                                                     |
| 1986 | 58     | El color púrpura               | Warner Bros.                      | Steven Spielberg, Kathleen Kennedy, Frank Marshall i Quincy Jones  |
| 1986 | 58     | O Beijo da Mulher Aranha       | Island Alive                      | David Weisman                                                      |
| 1986 | 58     | L'honor dels Prizzi            | 20th Century, ABC Motion Pictures | John Foreman                                                       |
| 1986 | 58     | L'únic testimoni               | Paramount                         | Edward S. Feldman                                                  |
| 1987 | 59     | Platoon                        | Orion                             | Arnold Kopelson                                                    |
| 1987 | 59     | Fills d'un déu menor           | Paramount                         | Burt Sugarman i Patrick J. Palmer                                  |
| 1987 | 59     | Hannah i les seves germanes    | Orion                             | Robert Greenhut                                                    |
| 1987 | 59     | La missió                      | Warner Bros.                      | Fernando Ghia i David Puttnam                                      |
| 1987 | 59     | A Room with a View             | Cinecom                           | Ismail Merchant                                                    |
| 1988 | 60     | L'últim emperador              | Columbia                          | Jeremy Thomas                                                      |
| 1988 | 60     | Broadcast News                 | 20th Century                      | James L. Brooks                                                    |
| 1988 | 60     | Atracció fatal                 | Paramount                         | Stanley R. Jaffe i Sherry Lansing                                  |
| 1988 | 60     | Esperança i glòria             | Columbia                          | John Boorman                                                       |
| 1988 | 60     | Encís de lluna                 | Metro-Goldwyn-Mayer               | Patrick J. Palmer i Norman Jewison                                 |
| 1989 | 61     | Rain Man                       | United Artists                    | Mark Johnson                                                       |
| 1989 | 61     | The Accidental Tourist         | Warner Bros.                      | Lawrence Kasdan, Charles Okun i Michael Grillo                     |
| 1989 | 61     | Les amistats perilloses        | Warner Bros.                      | Norma Heyman i Hank Moonjean                                       |
| 1989 | 61     | Crema Mississippi              | Orion                             | Frederick Zollo i Robert F. Colesberry                             |
| 1989 | 61     | Working Girl                   | 20th Century                      | Douglas Wick                                                       |

### Dècada de 1990
| Any  | Edició | Pel·lícula                 | Empreses productores                              | Productor/s                                                                  |
| ---- | ------ | -------------------------- | ------------------------------------------------- | ---------------------------------------------------------------------------- |
| 1990 | 62     | Tot passejant Miss Daisy   | Warner Bros.                                      | Richard D. Zanuck i Lili Fini Zanuck                                         |
| 1990 | 62     | Born on the Fourth of July | Universal                                         | A. Kitman Ho i Oliver Stone                                                  |
| 1990 | 62     | El club dels poetes morts  | Touchstone Pictures                               | Steven Haft, Paul Junger Witt i Tony Thomas                                  |
| 1990 | 62     | Camp de somnis             | Universal                                         | Lawrence Gordon i Charles Gordon                                             |
| 1990 | 62     | My Left Foot               | Miramax                                           | Noel Pearson                                                                 |
| 1991 | 63     | Ballant amb llops          | Orion                                             | Jim Wilson i Kevin Costner                                                   |
| 1991 | 63     | Despertar                  | Columbia                                          | Walter F. Parkes i Lawrence Lasker                                           |
| 1991 | 63     | Ghost                      | Paramount                                         | Lisa Weinstein                                                               |
| 1991 | 63     | El Padrí III               | Paramount                                         | Francis Ford Coppola                                                         |
| 1991 | 63     | Un dels nostres            | Warner Bros.                                      | Irwin Winkler                                                                |
| 1992 | 64     | El silenci dels anyells    | Orion                                             | Edward Saxon, Kenneth Utt i Ron Bozman                                       |
| 1992 | 64     | Beauty and the Beast       | Disney                                            | Don Hahn                                                                     |
| 1992 | 64     | Bugsy                      | TriStar                                           | Mark Johnson, Barry Levinson i Warren Beatty                                 |
| 1992 | 64     | JFK                        | Warner Bros.                                      | A. Kitman Ho i Oliver Stone                                                  |
| 1992 | 64     | El príncep de les marees   | Columbia                                          | Barbra Streisand i Andrew S. Karsch                                          |
| 1993 | 65     | Sense perdó                | Warner Bros.                                      | Clint Eastwood                                                               |
| 1993 | 65     | Joc de llàgrimes           | Miramax                                           | Stephen Woolley                                                              |
| 1993 | 65     | Alguns homes bons          | Columbia, Castle Rock Entertainment               | Rob Reiner i Andrew Scheinman                                                |
| 1993 | 65     | Retorn a Howards End       | Sony Pictures Classics                            | Ismail Merchant                                                              |
| 1993 | 65     | Scent of a Woman           | Universal                                         | Martin Brest                                                                 |
| 1994 | 66     | La llista de Schindler     | Universal                                         | Steven Spielberg, Gerald R. Molen i Branko Lustig                            |
| 1994 | 66     | El fugitiu                 | Warner Bros.                                      | Arnold Kopelson                                                              |
| 1994 | 66     | In the Name of the Father  | Universal                                         | Jim Sheridan                                                                 |
| 1994 | 66     | El piano                   | Miramax                                           | Jan Chapman                                                                  |
| 1994 | 66     | El que queda del dia       | Columbia                                          | Mike Nichols, John Calley i Ismail Merchant                                  |
| 1995 | 67     | Forrest Gump               | Paramount                                         | Wendy Finerman, Steve Tisch i Steve Starkey                                  |
| 1995 | 67     | Quatre bodes i un funeral  | PolyGram Filmed Entertainment, Gramercy           | Duncan Kenworthy                                                             |
| 1995 | 67     | Pulp Fiction               | Miramax                                           | Lawrence Bender                                                              |
| 1995 | 67     | Quiz Show                  | Hollywood Pictures                                | Michael Jacobs, Julian Krainin, Michael Nozick i Robert Redford              |
| 1995 | 67     | Cadena perpètua            | Columbia, Castle Rock Entertainment               | Niki Marvin                                                                  |
| 1996 | 68     | Braveheart                 | Paramount, Icon, 20th Century                     | Mel Gibson, Alan Ladd, Jr. i Bruce Davey                                     |
| 1996 | 68     | Apol·lo 13                 | Universal, Imagine Entertainment                  | Brian Grazer                                                                 |
| 1996 | 68     | Babe                       | Universal                                         | Bill Miller, George Miller i Doug Mitchell                                   |
| 1996 | 68     | Il postino                 | Miramax                                           | Mario Cecchi Gori, Vittorio Cecchi Gori i Gaetano Daniele                    |
| 1996 | 68     | Sentit i sensibilitat      | Columbia                                          | Lindsay Doran                                                                |
| 1997 | 69     | El pacient anglès          | Miramax                                           | Saul Zaentz                                                                  |
| 1997 | 69     | Fargo                      | PolyGram Filmed Entertainment, Gramercy           | Ethan Coen                                                                   |
| 1997 | 69     | Jerry Maguire              | Gracie Films, TriStar                             | James L. Brooks, Laurence Mark, Richard Sakai i Cameron Crowe                |
| 1997 | 69     | Secrets and Lies           | October Films                                     | Simon Channing-Williams                                                      |
| 1997 | 69     | Shine                      | Fine Line Features                                | Jane Scott                                                                   |
| 1998 | 70     | Titanic                    | Lightstorm Entertainment, 20th Century, Paramount | James Cameron i Jon Landau                                                   |
| 1998 | 70     | Millor, impossible         | TriStar                                           | James L. Brooks, Bridget Johnson i Kristi Zea                                |
| 1998 | 70     | The Full Monty             | Fox Searchlight                                   | Umberto Pasolini                                                             |
| 1998 | 70     | Good Will Hunting          | Miramax                                           | Lawrence Bender                                                              |
| 1998 | 70     | L.A. Confidential          | Warner Bros.                                      | Curtis Hanson, Arnon Milchan i Michael G. Nathanson                          |
| 1999 | 71     | Shakespeare in Love        | Miramax/Universal                                 | David Parfitt, Donna Gigliotti, Harvey Weinstein, Edward Zwick i Marc Norman |
| 1999 | 71     | Elisabet                   | PolyGram Filmed Entertainment, Gramercy           | Shekhar Kapur, Alison Owen, Eric Fellner i Tim Bevan                         |
| 1999 | 71     | La vida és bella           | Miramax                                           | Elda Ferri i Gianluigi Braschi                                               |
| 1999 | 71     | Saving Private Ryan        | DreamWorks, Paramount                             | Steven Spielberg, Ian Bryce, Mark Gordon i Gary Levinsohn                    |
| 1999 | 71     | The Thin Red Line          | 20th Century                                      | Robert Michael Geisler, John Roberdeau i Grant Hill                          |

### Dècada de 2000
| Any  | Edició | Pel·lícula                                      | Empreses productores                    | Productor/s                                                         |
| ---- | ------ | ----------------------------------------------- | --------------------------------------- | ------------------------------------------------------------------- |
| 2000 | 72     | American Beauty                                 | DreamWorks                              | Bruce Cohen i Dan Jinks                                             |
| 2000 | 72     | The Cider House Rules                           | Miramax                                 | Richard N. Gladstein                                                |
| 2000 | 72     | The Green Mile                                  | Castle Rock Entertainment, Warner Bros. | Frank Darabont i David Valdes                                       |
| 2000 | 72     | El dilema                                       | Touchstone Pictures                     | Pieter Jan Brugge i Michael Mann                                    |
| 2000 | 72     | The Sixth Sense                                 | Hollywood Pictures                      | Frank Marshall, Kathleen Kennedy, Barry Mendel i M. Night Shyamalan |
| 2001 | 73     | Gladiator                                       | DreamWorks, Universal                   | Douglas Wick, David Franzoni i Branko Lustig                        |
| 2001 | 73     | Xocolata                                        | Miramax                                 | David Brown, Kit Golden i Leslie Holleran                           |
| 2001 | 73     | Tigre i drac                                    | Sony Pictures Classics                  | William Kong, Hsu Li Kong i Ang Lee                                 |
| 2001 | 73     | Erin Brockovich                                 | Universal, Columbia                     | Danny DeVito, Michael Shamberg i Stacey Sher                        |
| 2001 | 73     | Traffic                                         | USA Films                               | Edward Zwick, Marshall Herskovitz i Laura Bickford                  |
| 2002 | 74     | Una ment meravellosa                            | Universal, DreamWorks                   | Brian Grazer i Ron Howard                                           |
| 2002 | 74     | Gosford Park                                    | USA Films                               | Robert Altman, Bob Balaban i David Levy                             |
| 2002 | 74     | A l'habitació                                   | Miramax                                 | Graham Leader, Ross Katz i Todd Field                               |
| 2002 | 74     | El senyor dels anells: La germandat de l'anell  | New Line Cinema                         | Peter Jackson, Fran Walsh i Barrie M. Osborne                       |
| 2002 | 74     | Moulin Rouge!                                   | 20th Century                            | Martin Brown, Baz Luhrmann i Fred Baron                             |
| 2003 | 75     | Chicago                                         | Miramax                                 | Martin Richards                                                     |
| 2003 | 75     | Gangs of New York                               | Miramax                                 | Alberto Grimaldi i Harvey Weinstein                                 |
| 2003 | 75     | The Hours                                       | Paramount, Miramax                      | Scott Rudin i Robert Fox                                            |
| 2003 | 75     | El senyor dels anells: Les dues torres          | New Line Cinema                         | Barrie M. Osborne, Fran Walsh i Peter Jackson                       |
| 2003 | 75     | El pianista                                     | Focus Features                          | Roman Polanski, Robert Benmussa i Alain Sarde                       |
| 2004 | 76     | El senyor dels anells: El retorn del rei        | New Line Cinema                         | Barrie M. Osborne, Peter Jackson i Fran Walsh                       |
| 2004 | 76     | Lost in Translation                             | Focus Features                          | Ross Katz i Sofia Coppola                                           |
| 2004 | 76     | Master and Commander: The Far Side of the World | 20th Century, Miramax, Universal        | Samuel Goldwyn Jr., Peter Weir i Duncan Henderson                   |
| 2004 | 76     | Mystic River                                    | Warner Bros.                            | Robert Lorenz, Judie G. Hoyt i Clint Eastwood                       |
| 2004 | 76     | Seabiscuit                                      | Universal, DreamWorks                   | Kathleen Kennedy, Frank Marshall i Gary Ross                        |
| 2005 | 77     | Million Dollar Baby                             | Warner Bros.                            | Clint Eastwood, Albert S. Ruddy i Tom Rosenberg                     |
| 2005 | 77     | L'aviador                                       | Warner Bros., Miramax                   | Michael Mann i Graham King                                          |
| 2005 | 77     | Descobrir el País de Mai Més                    | Miramax                                 | Richard N. Gladstein i Nellie Bellflower                            |
| 2005 | 77     | Ray                                             | Universal                               | Taylor Hackford, Stuart Benjamin i Howard Baldwin                   |
| 2005 | 77     | Entre copes                                     | Fox Searchlight                         | Michael London                                                      |
| 2006 | 78     | Crash                                           | Lions Gate Entertainment                | Paul Haggis i Cathy Schulman                                        |
| 2006 | 78     | Brokeback Mountain                              | Focus Features                          | Diana Ossana i James Schamus                                        |
| 2006 | 78     | Capote                                          | United Artists                          | Caroline Baron, William Vince i Michael Ohoven                      |
| 2006 | 78     | Bona nit i bona sort                            | Warner Bros.                            | Grant Heslov                                                        |
| 2006 | 78     | Munich                                          | DreamWorks, Universal                   | Steven Spielberg, Kathleen Kennedy i Barry Mendel                   |
| 2007 | 79     | Infiltrats                                      | Warner Bros.                            | Graham King                                                         |
| 2007 | 79     | Babel                                           | Paramount Vantage                       | Alejandro González Iñárritu, Steve Golin i Jon Kilik                |
| 2007 | 79     | Cartes des d'Iwo Jima                           | Warner Bros.                            | Clint Eastwood, Steven Spielberg i Robert Lorenz                    |
| 2007 | 79     | Petita Miss Sunshine                            | Fox Searchlight                         | David T. Friendly, Peter Saraf i Marc Turtletaub                    |
| 2007 | 79     | The Queen                                       | Miramax                                 | Andy Harries, Christine Langan i Tracey Seaward                     |
| 2008 | 80     | No Country for Old Men                          | Miramax, Paramount Vantage              | Scott Rudin, Ethan Coen i Joel Coen                                 |
| 2008 | 80     | Expiació                                        | Focus Features                          | Tim Bevan, Eric Fellner i Paul Webster                              |
| 2008 | 80     | Juno                                            | Fox Searchlight                         | Lianne Halfon, Mason Novick i Russell Smith                         |
| 2008 | 80     | Michael Clayton                                 | Warner Bros.                            | Jennifer Fox, Kerry Orent i Sydney Pollack                          |
| 2008 | 80     | There Will Be Blood                             | Paramount Vantage, Miramax              | Paul Thomas Anderson, Daniel Lupi i JoAnne Sellar                   |
| 2009 | 81     | Slumdog Millionaire                             | Fox Searchlight, Warner Bros.           | Christian Colson                                                    |
| 2009 | 81     | El curiós cas de Benjamin Button                | Paramount, Warner Bros.                 | Kathleen Kennedy, Frank Marshall i Cean Chaffin                     |
| 2009 | 81     | Frost/Nixon                                     | Universal                               | Ron Howard, Brian Grazer i Eric Fellner                             |
| 2009 | 81     | Em dic Harvey Milk                              | Focus Features                          | Bruce Cohen i Dan Jinks                                             |
| 2009 | 81     | El lector                                       | The Weinstein Co.                       | Anthony Minghella, Sydney Pollack, Donna Gigliotti i Redmond Morris |

### Dècada de 2010
| Any  | Edició | Pel·lícula                                      | Empreses productores | Productor/s                                                                                          |
| ---- | ------ | ----------------------------------------------- | --- | --- |
| 2010 | 82     | En terra hostil                                 | Summit Entertainment | Kathryn Bigelow, Mark Boal, Nicolas Chartier i Greg Shapiro                                          |
| 2010 | 82     | Avatar                                          | Lightstorm Entertainment, 20th Century | James Cameron i Jon Landau                                                                           |
| 2010 | 82     | The blind side: Un somni possible               | Warner Bros. | Gil Netter, Andrew A. Kosove i Broderick Johnson                                                     |
| 2010 | 82     | District 9                                      | TriStar | Peter Jackson i Carolynne Cunningham                                                                 |
| 2010 | 82     | Una educació                                    | Sony Pictures Classics | Finola Dwyer i Amanda Posey                                                                          |
| 2010 | 82     | Maleïts malparits                               | The Weinstein Co., Universal | Lawrence Bender                                                                                      |
| 2010 | 82     | Precious                                        | Lions Gate Entertainment | Lee Daniels, Sarah Siegel-Magness i Gary Magness                                                     |
| 2010 | 82     | Un home seriós                                  | Focus Features | Joel Coen i Ethan Coen                                                                               |
| 2010 | 82     | Up                                              | Disney/Pixar | Jonas Rivera                                                                                         |
| 2010 | 82     | Up in the Air                                   | Paramount | Daniel Dubiecki, Ivan Reitman i Jason Reitman                                                        |
| 2011 | 83     | El discurs del rei                              | The Weinstein Co. | Iain Canning, Emile Sherman i Gareth Unwin                                                           |
| 2011 | 83     | Black Swan                                      | Fox Searchlight | Scott Franklin, Mike Medavoy i Brian Oliver                                                          |
| 2011 | 83     | The Fighter                                     | Paramount | David Hoberman, Todd Lieberman i Mark Wahlberg                                                       |
| 2011 | 83     | Inception                                       | Warner Bros. | Christopher Nolan i Emma Thomas                                                                      |
| 2011 | 83     | Els nois estan bé                               | Focus Features | Gary Gilbert, Jeffrey Levy-Hinte i Celine Rattray                                                    |
| 2011 | 83     | 127 Hours                                       | Fox Searchlight | Danny Boyle, John Smithson i Christian Colson                                                        |
| 2011 | 83     | La xarxa social                                 | Columbia | Dana Brunetti, Ceán Chaffin, Michael De Luca i Scott Rudin                                           |
| 2011 | 83     | Toy Story 3                                     | Disney/Pixar | Darla K. Anderson                                                                                    |
| 2011 | 83     | Valor de llei                                   | Paramount | Ethan Coen, Joel Coen i Scott Rudin                                                                  |
| 2011 | 83     | Winter's Bone                                   | Roadside Attractions | Alix Madigan i Anne Rosellini                                                                        |
| 2012 | 84     | The Artist                                      | La Petite Reine, ARP Sélection, Weinstein Co. | Thomas Langmann                                                                                      |
| 2012 | 84     | The Descendants                                 | Fox Searchlight | Jim Burke, Alexander Payne i Jim Taylor                                                              |
| 2012 | 84     | Tan fort i tan a prop                           | Warner Bros. | Scott Rudin                                                                                          |
| 2012 | 84     | The Help                                        | Touchstone Pictures, DreamWorks | Brunson Green, Chris Columbus i Michael Barnathan                                                    |
| 2012 | 84     | Hugo                                            | Paramount | Graham King i Martin Scorsese                                                                        |
| 2012 | 84     | Midnight in Paris                               | Sony Pictures Classics | Letty Aronson i Stephen Tenenbaum                                                                    |
| 2012 | 84     | Moneyball                                       | Columbia | Michael De Luca, Rachael Horovitz i Brad Pitt                                                        |
| 2012 | 84     | L'arbre de la vida                              | Fox Searchlight | Sarah Green, Bill Pohlad, Dede Gardner i Grant Hill                                                  |
| 2012 | 84     | War Horse                                       | Touchstone Pictures, DreamWorks | Steven Spielberg i Kathleen Kennedy                                                                  |
| 2013 | 85     | Argo                                            | Warner Bros | Ben Affleck, Grant Heslov i George Clooney                                                           |
| 2013 | 85     | Amor                                            | Les Films du Losange, X Filme Creative Pool, Wega Film Production | Margaret Menegoz, Stefan Arndt, Veit Heiduschka i Michael Katz                                       |
| 2013 | 85     | Django desencadenat                             | The Weinstein Co., Columbia | Stacey Sher, Reginald Hudlin i Pilar Savone                                                          |
| 2013 | 85     | Les Misérables                                  | Universal Pictures i Working Title Films | Tim Beva, Eric Fellner, Debra Hayward i Cameron Mackintosh                                           |
| 2013 | 85     | Lincoln                                         | Touchstone Pictures i 20th Century i Dreamworks | Steven Spielberg i Kathleen Kennedy                                                                  |
| 2013 | 85     | La part positiva de les coses                   | The Weinstein Company | Donna Gigliotti, Bruce Cohen i Jonathan Gordon                                                       |
| 2013 | 85     | Zero Dark Thirty                                | Columbia Pictures | Mark Boal, Kathryn Bigelow i Megan Ellison                                                           |
| 2013 | 85     | Bèsties del sud salvatge                        | Fox Searchlight Pictures | Dan Janvey, Bill Pohlad, Josh Penn i Michael Gottwald                                                |
| 2013 | 85     | Life of Pi                                      | 20th Century | Ang Lee, Gil Netter i David Womark                                                                   |
| 2014 | 86     | 12 anys d'esclavitud                            | Fox Searchlight, Regency Enterprises, River Road Entertainment, Plan B Entertainment, New Regency i Film4 Productions                                                                      | Brad Pitt, Dede Gardner, Jeremy Kleiner, Steve McQueen i Anthony Katagas                             |
| 2014 | 86     | American Hustle                                 | Columbia Pictures, Atlas Entertainment, Annapurna Pictures | Charles Roven, Richard Suckle, Megan Ellison i Jonathan Gordon                                       |
| 2014 | 86     | Captain Phillips                                | Columbia Pictures, Michael De Luca Productions, Scott Rudin Productions, Trigger Street | Scott Rudin, Dana Brunetti i Michael De Luca                                                         |
| 2014 | 86     | Dallas Buyers Club                              | Focus Features, Truth Entertainment i Voltage Pictures | Robbie Brenner i Rachel Winter                                                                       |
| 2014 | 86     | Gravity                                         | Warner Bros. Pictures, Esperanto Filmoj i Heyday Films | Alfonso Cuarón i David Heyman                                                                        |
| 2014 | 86     | Her                                             | Warner Bros. Pictures, Entertainment Film Distributors i Annapurna Pictures | Megan Ellison, Spike Jonze i Vincent Landay                                                          |
| 2014 | 86     | Nebraska                                        | Paramount Vantage, FilmNation Entertainment | Albert Berger i Ron Yerxa                                                                            |
| 2014 | 86     | Philomena                                       | The Weinstein Company, Pathé, BBC Films, British Film Institute, Canal+, Cine+, Baby Cow Productions i Magnolia Mae Films                                                                  | Gabrielle Tana, Steve Coogan i Tracey Seaward                                                        |
| 2014 | 86     | The Wolf of Wall Street                         | Paramount, Universal Pictures, Red Granite Pictures, Appian Way Productions, Sikelia Productions i Emjag Productions                                                                       | Martin Scorsese, Leonardo DiCaprio, Joey McFarland i Emma Tillinger Koskoff                          |
| 2015 | 87     |                                                 | | |
| 2015 | 87     | Birdman or (The Unexpected Virtue of Ignorance) | Regency Enterprises, Worldview Entertainment, Fox Searchlight Pictures | Alejandro González Iñárritu, John Lesher and James W. Skotchdopole                                   |
| 2015 | 87     | American Sniper                                 | Warner Bros. Pictures, Village Roadshow Pictures, Mad Chance Productions, 22nd and Indiana Pictures, Malpaso Productions                                                                   | Clint Eastwood, Andrew Lazar, [ Robert Lorenz, Bradley Cooper, Peter Morgan                          |
| 2015 | 87     | Boyhood                                         | IFC Films, | Richard Linklater, and Cathleeen Sutherland                                                          |
| 2015 | 87     | The Grand Budapest Hotel                        | American Empirical Pictures, Indian Paintbrush, Babelsberg Studio, Fox Searchlight | Wes Anderson, Scott Rudin, Steven Rales, and Jeremy Dawson                                           |
| 2015 | 87     | The Imitation Game                              | Black Bear Pictures, Bristol Automotive, Studio Canal, The Weinstein Co. | Nora Grossman, Ido Ostrowsky, and Teddy Schwarzman                                                   |
| 2015 | 87     | Selma                                           | Warner Bros., Entertainment Film Distributors, Annapurna Pictures | Christian Colson, Oprah Winfrey, Dede Gardner, and Jeremy Kleiner                                    |
| 2015 | 87     | The Theory of Everything                        | Working Title Films, Universal Pictures | Tim Bevan, Eric Felner, Lisa Bruce, and Anthony McCarten                                             |
| 2015 | 87     | Whiplash                                        | Bold Films, Blumhouse Productions, Right of Way Films, and Sony Pictures Classics | Jason Blum, Helen Estabrook, and David Lancaster                                                     |
| 2016 | 88     |                                                 | | |
| 2016 | 88     | Spotlight                                       | Anonymous Content, First Look Media, Participant Media i Rocklin/Faust | Blye Pagon Faust, Steve Golin, Nicole Rocklin i Michael Sugar                                        |
| 2016 | 88     | The Big Short                                   | Plan B Entertainment i Regency Enterprises | Dede Gardner, Jeremy Kleiner, Arnon Milchan i Brad Pitt                                              |
| 2016 | 88     | Bridge of Spies                                 | DreamWorks Pictures, Fox 2000 Pictures, Reliance Entertainment, Participant Media, TSG Entertainment, Afterworks Limited, Studio Babelsberg, Amblin Entertainment i Marc Platt Productions | Steven Spielberg, Marc Platt i Kristie Macosko Krieger                                               |
| 2016 | 88     | Brooklyn                                        | BFI, BBC Films, HanWay Films i Wildgaze Films | Finola Dwyer, Amanda Posey, Thorsten Schumacher i Beth Pattinson                                     |
| 2016 | 88     | Mad Max: Fury Road                              | Kennedy Miller Mitchell, RatPac-Dune Entertainment i Village Roadshow Pictures | Doug Mitchell, George Miller i P. J. Voeten                                                          |
| 2016 | 88     | The Martian                                     | Scott Free Productions, Kinberg GenreTSG Entertainment | Simon Kinberg, Ridley Scott, Aditya Sood, Michael Schaefer i Mark Huffam                             |
| 2016 | 88     | The Revenant                                    | New Regency Pictures, Anonymous Content, M Productions, Appian Way, Regency Enterprises i RatPac-Dune Entertainment                                                                        | Arnon Milchan, Steve Golin, Alejandro G. Iñárritu, Mary Parent, Keith Redmon i James W. Skotchdopole |
| 2016 | 88     | Room                                            | Element Pictures, No Trace Camping i Film4 | Ed Guiney i David Gross                                                                              |
| 2017 | 89     |                                                 | | |
| 2017 | 89     | Moonlight                                       | A24, Plan B Entertainment, Pastel Productions | Adele Romanski, Dede Gardner i Jeremy Kleiner                                                        |
| 2017 | 89     | Arrival                                         | Paramount, Lava Bear Films, 21 Laps Entertainment, FilmNation Entertainment | Shawn Levy, Dan Levine, Aaron Ryder i David Linde                                                    |
| 2017 | 89     | Fences                                          | Paramount, Bron Studios, Macro Media, Scott Rudin Productions | Scott Rudin, Denzel Washington i Todd Black                                                          |
| 2017 | 89     | Hacksaw Ridge                                   | Summit Entertainment, Pandemonium Films, Permut Productions, Vendian Entertainment | Bill Mechanic i David Permut                                                                         |
| 2017 | 89     | Comancheria (Hell or High Water)                | CBS Films, Lions Gate, Sidney Kimmel Entertainment, OddLot Entertainment, Film 44, LBI Entertainment                                                                                       | Carla Hacken i Julie Yorn                                                                            |
| 2017 | 89     | Hidden Figures                                  | 20th Century Fox, TSG Entertainment, Chernin Entertainment, Levantine Films | Donna Gigliotti, Peter Chernin, Jenno Topping, Pharrell Williams i Theodore Melfi                    |
| 2017 | 89     | La La Land                                      | Summit Entertainment, Black Label Media, TIK Films Limited, Impostor Pictures, Gilbert Films, Marc Platt Productions                                                                       | Fred Berger, Jordan Horowitz i Marc Platt                                                            |
| 2017 | 89     | Lion                                            | The Weinstein Co., Transmission Films, Entertainment Film Distributors | Emile Sherman, Iain Canning i Angie Fielder                                                          |
| 2017 | 89     | Manchester by the Sea                           | Amazon, Roadside Attractions, K Period Media, B Story, CMP, Pearl Street Films | Matt Damon, Kimberly Steward, Chris Moore, Lauren Beck i Kevin J. Walsh                              |
| 2018 | 90     |                                                 | | |
| 2018 | 90     | The Shape of Water                              | TSG Entertainment i Double Dare You Productions | Guillermo del Toro i J. Miles Dale                                                                   |
| 2018 | 90     | Call Me by Your Name                            | Frenesy Film Company, La Cinéfacture, RT Features, M.Y.R.A. Entertainment i Water's End Productions                                                                                        | Peter Spears, Luca Guadagnino, Emilie Georges i Marco Morabito                                       |
| 2018 | 90     | Darkest Hour                                    | Perfect World Pictures i Working Title Films | Tim Bevan, Eric Fellner, Lisa Bruce, Anthony McCarten i Douglas Urbanski                             |
| 2018 | 90     | Dunkirk                                         | Syncopy Inc. | Emma Thomas i Christopher Nolan                                                                      |
| 2018 | 90     | Get Out                                         | Blumhouse Productions, QC Entertainment i Monkeypaw Productions | Sean McKittrick, Jason Blum, Edward H. Hamm Jr. i Jordan Peele                                       |
| 2018 | 90     | Lady Bird                                       | Scott Rudin Productions, A24, Management 360 i IAC Films | Scott Rudin, Eli Bush i Evelyn O'Neill                                                               |
| 2018 | 90     | Phantom Thread                                  | Annapurna Pictures, Ghoulardi Film Company i Perfect World Pictures | JoAnne Sellar, Paul Thomas Anderson, Megan Ellison i Daniel Lupi                                     |
| 2018 | 90     | Els arxius del Pentàgon                         | Amblin Entertainment, DreamWorks Pictures, 20th Century Fox, Pascal Pictures, Star Thrower Entertainment i Participant Media                                                               | Amy Pascal, Steven Spielberg i Kristie Macosko Krieger                                               |
| 2018 | 90     | Three Billboards Outside Ebbing, Missouri       | Fox Searchlight Pictures, Film4 Productions, Blueprint Pictures i Cutting Edge Group | Graham Broadbent, Pete Czernin i Martin McDonagh                                                     |
| 2019 | 91     |                                                 | | |
| 2019 | 91     | Green book                                      | Participant Media, DreamWorks Pictures, Innisfree Pictures, Cinetic Media i Alibaba Pictures                                                                                               | Jim Burke, Charles B. Wessler, Brian Currie, Peter Farrelly i Nick Vallelonga                        |
| 2019 | 91     | Black Panther                                   | Marvel Studios | Kevin Feige                                                                                          |
| 2019 | 91     | BlacKkKlansman                                  | Blumhouse Productions, Monkeypaw Productions, QC Entertainment, 40 Acres and a Mule Filmworks, Legendary Entertainment i Perfect World Pictures                                            | Sean McKittrick, Jason Blum, Raymond Mansfield, Jordan Peele i Spike Lee                             |
| 2019 | 91     | Bohemian Rhapsody                               | 20th Century Fox, Regency Enterprises, GK Films i Queen Films | Graham King                                                                                          |
| 2019 | 91     | The Favourite                                   | Scarlet Films, Element Pictures, Arcana, Film4 Productions i Waypoint Entertainment | Ceci Dempsey, Ed Guiney, Lee Magiday i Yorgos Lanthimos                                              |
| 2019 | 91     | Roma                                            | Espectáculos Fílmicos El Coyúl, Pimienta Films, Participant Media i Esperanto Filmoj | Gabriela Rodríguez i Alfonso Cuarón                                                                  |
| 2019 | 91     | A Star Is Born                                  | Warner Bros. Pictures, Metro-Goldwyn-Mayer Pictures, Live Nation Productions, Gerber Pictures, Peters Entertainment i Joint Effort                                                         | Bill Gerber, Bradley Cooper i Lynette Howell Taylor                                                  |
| 2019 | 91     | El vici del poder                               | Plan B Entertainment i Gary Sanchez Productions | Dede Gardner, Jeremy Kleiner, Adam McKay i Kevin Messick                                             |

### Dècada de 2020
| 2020 | 92 |                                     | |                                                                                     |
| 2020 | 92 | Paràsits                            | Barunson E&A | Kwak Sin-ae, Bong Joon-ho                                                           |
| 2020 | 92 | Ford v Ferrari                      | Chernin Entertainment, TSG Entertainment                                                                              | Peter Chernin, Jenno Topping, James Mangold                                         |
| 2020 | 92 | The Irishman                        | TriBeCa Productions, Sikelia Productions, Winkler Films                                                               | Martin Scorsese, Robert De Niro, Jane Rosenthal, Emma Tillinger Koskoff             |
| 2020 | 92 | Jojo Rabbit                         | Fox Searchlight Pictures, TSG Entertainment, Defender Films, Piki Films                                               | Carthew Neal, Taika Waititi, Chelsea Winstanley                                     |
| 2020 | 92 | Joker                               | Warner Bros. Pictures, DC Films, Joint Effort, Bron Creative, Village Roadshow Pictures                               | Todd Phillips, Bradley Cooper, Emma Tillinger Koskoff                               |
| 2020 | 92 | Little Women                        | Columbia Pictures, Regency Enterprises, Pascal Pictures                                                               | Amy Pascal                                                                          |
| 2020 | 92 | Marriage Story                      | Heyday Films | Noah Baumbach, David Heyman                                                         |
| 2020 | 92 | 1917                                | DreamWorks Pictures, Reliance Entertainment, New Republic Pictures, Mogambo, Neal Street Productions, Amblin Partners | Sam Mendes, Pippa Harris, Jayne-Ann Tenggren, Callum McDougall                      |
| 2020 | 92 | Once Upon a Time in Hollywood       | Columbia Pictures, Bona Film Group, Heyday Films, Visiona Romantica                                                   | David Heyman, Shannon McIntosh, Quentin Tarantino                                   |
| 2021 | 93 |                                     | |                                                                                     |
| 2021 | 93 | Nomadland                           | | Frances McDormand, Peter Spears, Mollye Asher, Dan Janvey, Chloé Zhao               |
| 2021 | 93 | El pare                             | | David Parfitt, Jean-Louis Livi, Philippe Carcassonne                                |
| 2021 | 93 | Judas and the Black Messiah         | | Shaka King, Charles D. King, Ryan Coogler                                           |
| 2021 | 93 | Mank                                | | Ceán Chaffin, Eric Roth, Douglas Urbanski                                           |
| 2021 | 93 | Minari: Història de la meva família | | Christina Oh                                                                        |
| 2021 | 93 | Promising Young Woman               | | Ben Browning, Ashley Fox, Emerald Fennell, Josey McNamara                           |
| 2021 | 93 | Sound of Metal                      | | Bert Hamelinck, Sacha Ben Harroche                                                  |
| 2021 | 93 | The Trial of the Chicago 7          | | Marc Platt, Stuart M. Besser                                                        |
| 2022 | 94 |                                     | |                                                                                     |
| 2022 | 94 | CODA                                | | Philippe Rousselet, Fabrice Gianfermi, Patrick Wachsberger                          |
| 2022 | 94 | Belfast                             | | Laura Berwick, Kenneth Branagh, Becca Kovacik, Tamar Thomas                         |
| 2022 | 94 | Don't Look Up                       | | Adam McKay, Kevin Messick                                                           |
| 2022 | 94 | Drive my car                        | | Teruhisa Yamamoto                                                                   |
| 2022 | 94 | Dune                                | | Mary Parent, Denis Villeneuve, Cale Boyter                                          |
| 2022 | 94 | King Richard                        | | Tim White, Trevor White, Will Smith                                                 |
| 2022 | 94 | Licorice Pizza                      | | Sara Murphy, Adam Somner, Paul Thomas Anderson                                      |
| 2022 | 94 | Nightmare Alley                     | | J. Miles Dale, Guillermo del Toro, Bradley Cooper                                   |
| 2022 | 94 | The Power of the Dog                | | Emile Sherman, Iain Canning, Roger Frappier, Jane Campion, Tanya Seghatchian        |
| 2022 | 94 | West Side Story                     | | Steven Spielberg, Kristie Macosko Krieger                                           |
| 2023 | 95 |                                     | |                                                                                     |
| 2023 | 95 | Tot a la vegada a tot arreu         | | Daniel Kwan, Daniel Scheinert i Jonathan Wang                                       |
| 2023 | 95 | Res de nou a l'oest                 | | Malte Grunert                                                                       |
| 2023 | 95 | Avatar: El sentit de l'aigua        | | James Cameron i Jon Landau                                                          |
| 2023 | 95 | The Banshees of Inisherin           | | Graham Broadbent, Pete Czernin i Martin McDonagh                                    |
| 2023 | 95 | Elvis                               | | Baz Luhrmann, Catherine Martin, Gail Berman, Patrick McCormick i Schuyler Weiss     |
| 2023 | 95 | The Fabelmans                       | | Kristie Macosko Krieger, Steven Spielberg i Tony Kushner                            |
| 2023 | 95 | Tár                                 | | Todd Field, Alexandra Milchan, i Scott Lambert                                      |
| 2023 | 95 | Top Gun: Maverick                   | | Tom Cruise, Christopher McQuarrie, David Ellison i Jerry Bruckheimer                |
| 2023 | 95 | Triangle of Sadness                 | | Erik Hemmendorff i Philippe Bober                                                   |
| 2023 | 95 | Women Talking                       | | Dede Gardner, Jeremy Kleiner, i Frances McDormand                                   |
| 2024 | 96 |                                     | |                                                                                     |
| 2024 | 96 | Oppenheimer                         | | Emma Thomas, Charles Roven, Christopher Nolan                                       |
| 2024 | 96 | American Fiction                    | | Ben LeClair, Nikos Karamigios, Cord Jefferson, Jermaine Johnson                     |
| 2024 | 96 | Anatomia d'una caiguda              | | Marie-Ange Luciani, David Thion                                                     |
| 2024 | 96 | Barbie                              | | David Heyman, Margot Robbie, Tom Ackerley, Robbie Brenner                           |
| 2024 | 96 | The Holdovers                       | | Mark Johnson                                                                        |
| 2024 | 96 | Killers of the Flower Moon          | | Dan Friedkin, Bradley Thomas, Martin Scorsese, Daniel Lupi                          |
| 2024 | 96 | Maestro                             | | Bradley Cooper, Steven Spielberg, Fred Berner, Amy Durning, Kristie Macosko Krieger |
| 2024 | 96 | Vides passades                      | | David Hinojosa, Christine Vachon, Pamela Koffler                                    |
| 2024 | 96 | Poor Things                         | | Ed Guiney, Andrew Lowe, Yorgos Lanthimos, Emma Stone                                |
| 2024 | 96 | La zona d'interès                   | | James Wilson                                                                        |

## Superlatius

### Productors més guardonats
| Núm. | Productors                                                                                               |
| ---- | --- |
| 3    | Sam Spiegel i Saul Zaentz                                                                                |
| 2    | Arthur Freed, Clint Eastwood, Dede Gardner, Jeremy Kleiner, Branko Lustig, Albert S. Ruddy i Robert Wise |

### Productors més nominats
| Núm. | Productors |
| ---- | --- |
| 11   | Steven Spielberg |
| 9    | Scott Rudin |
| 8    | Kathleen Kennedy |
| 6    | Eric Fellner, Dede Gardner i Stanley Kramer |
| 5    | Tim Bevan, Francis Ford Coppola, Clint Eastwood, Jeremy Kleiner i Frank Marshall |
| 4    | Warren Beatty, James L. Brooks, David Brown, Ethan Coen, Bradley Cooper, Megan Ellison, Donna Gigliotti, Peter Jackson, Norman Jewison, Graham King, Sydney Pollack, David Puttnam, Sam Spiegel, George Stevens i Irwin Winkler |
| 3    | Paul Thomas Anderson, Lawrence Bender, Jason Blum, Iain Canning, Robert Chartoff, Joel Coen, Bruce Cohen, Christian Colson, Michael De Luca, Steve Golin, Brian Grazer, David Heyman, Alejandro González Iñárritu, Emma Tillinger Koskoff, Kristie Macosko Krieger, Stanley Kubrick, Robert Lorenz, Ismail Merchant, Barrie M. Osborne, Brad Pitt, Marc Platt, Martin Scorsese, Emile Sherman, Hal B. Wallis, Fran Walsh, Robert Wise, John Woolf, Saul Zaentz i Richard D. Zanuck |
| 2    | Buddy Adler, Robert Altman, Kathryn Bigelow, Mark Boal, John Boorman, John Brabourne, Lisa Bruce, Dana Brunetti, Jim Burke, James Cameron, Peter Chernin, Alfonso Cuarón, J. Miles Dale, Guillermo del Toro, Cecil B. DeMille, Finola Dwyer, John Foreman, Gray Frederickson, Arthur Freed, Richard N. Gladstein, Jonathan Gordon, Ed Guiney, Jerome Hellman, Grant Heslov, Grant Hill, Ron Howard, Stanley R. Jaffe, Dan Janvey, Dan Jinks, Mark Johnson, Ross Katz, A. Kitman Ho, Arnold Kopelson, Gary Kurtz, Jon Landau, Ang Lee, Ernest Lehman, Daniel Lupi, Branko Lustig, Michael Mann, Anthony McCarten, Frank McCarthy, Adam McKay, Barry Mendel, Kevin Messick, Arnon Milchan, George Miller, Doug Mitchell, Gil Netter, Patrick J. Palmer, Jordan Peele, Mary Parent, David Parfitt, Amy Pascal, Jordan Peele, Julia Phillips, Michael Phillips, Amanda Posey, Sean McKittrick, Christopher Nolan, Fred Roos, Albert S. Ruddy, Tracey Seaward, Ronald L. Schwary, JoAnne Sellar, Michael Shamberg, Stacey Sher, Bernard Smith, Peter Spears, Ray Stark, Oliver Stone, Emma Thomas, Jenno Topping, Douglas Urbanski, Jerry Wald, Jack L. Warner, Harvey Weinstein, Douglas Wick, Jams Woolf, William Wyler, Peter Yates, Sam Zimbalist, Fred Zinnemann i Edward Zwick |